# Klemens V
Klemens V (łac. Clemens V, właśc. Bertrand de Got; ur. ok. 1260 w Villandraut, zm. 20 kwietnia 1314 w Roquemaure) – papież w okresie od 5 czerwca 1305 do 20 kwietnia 1314. Współcześni określali go mianem „frankofila”.

## Życiorys

### Młodość
Urodził się w Villandraut jako syn rycerza Arnolda Garsiasa de Got. W młodości studiował prawo kanoniczne i świeckie w Bolonii i Orleanie. Był kanonikiem-zakrystianinem w Bordeaux, wikariuszem generalnym arcybiskupa Lyonu, biskupem Comminges (1295) i arcybiskupem Bordeaux (1299). Jego starszy brat Bérard de Got został mianowany arcybiskupem Lyonu przez Bonifacego VIII.
Po śmierci Benedykta XI kardynałowie zebrani w Perugii podzielili się na frakcje profrancuską i antyfrancuską. W konklawe nie brali jednak udziału kardynałowie z rodu Colonna. Po 11 miesiącach kardynałowie wybrali Bertranda de Got, niebędącego członkiem kolegium, który był popierany przez frakcję profrancuską (zdobył równe 2/3 głosów). Przyjął imię Klemensa V, a uroczystości koronacyjne odbyły się 15 listopada 1305 w Lyonie.

### Pontyfikat
Początkowo rezydował w Bordeaux oraz w Poitiers, ostatecznie osiadł w Awinionie, czym zapoczątkował tzw. niewolę awiniońską. Było to spowodowane całkowitą zależnością papieża od króla francuskiego Filipa IV Pięknego. Ponadto papież był niezdecydowany i chory na nowotwór narządów wewnętrznych, co powodowało wycofywanie się z życia publicznego. Już rok po objęciu Stolicy Piotrowej Klemens mianował 10 nowych kardynałów, z czego dziewięciu z nich było Francuzami (i jeden Anglik). Przez pierwsze 6 lat pontyfikatu Filip naciskał na Klemensa, by dokonał pośmiertnego sądu nad Bonifacym VIII, do czego doszło w lutym 1309 roku. Wprawdzie w 1311 roku postępowanie zostało umorzone, jednak w zamian za to papież był zmuszony do rehabilitacji kardynałów Pietro i Giacomo Colonnów i wypłacenia rekompensaty całej rodzinie, a ponadto zawieszenia postanowień Bonifacego szkodliwych dla Francji i przebaczenia Wilhelmowi Nogaretowi. 5 maja 1313 r. dokonał kanonizacji Celestyna V jako wyznawcy, który zmarł uwięziony.
Francuski król naciskał także na papieża w kwestii templariuszy – pożądając ich bogactw, nakazał aresztować wszystkich członków zakonu, a sam zakon rozwiązać na soborze w Vienne (październik 1311 – maj 1312). Niezależne śledztwo przeprowadzone przez Klemensa V doprowadziło ostatecznie do uniewinnienia templariuszy i oczyszczenia ich z zarzutu herezji. W wyniku nacisków Filipa Pięknego wyrok został jednak utajniony (Pergamin z Chinon odnaleziono dopiero w 2001 roku). Na soborze zakon templariuszy został rozwiązany na mocy zarządzenia administracyjnego papieża (22 marca 1313).
W sprawach międzynarodowych Klemens doprowadził do zakończenia sporu na Węgrzech, gdzie poparł Karola Roberta jako kandydata na króla. W 1306 roku ekskomunikował także króla Szkocji – Roberta I – za zamordowanie rywala Johna Comyna.

## Śmierć i pochówek

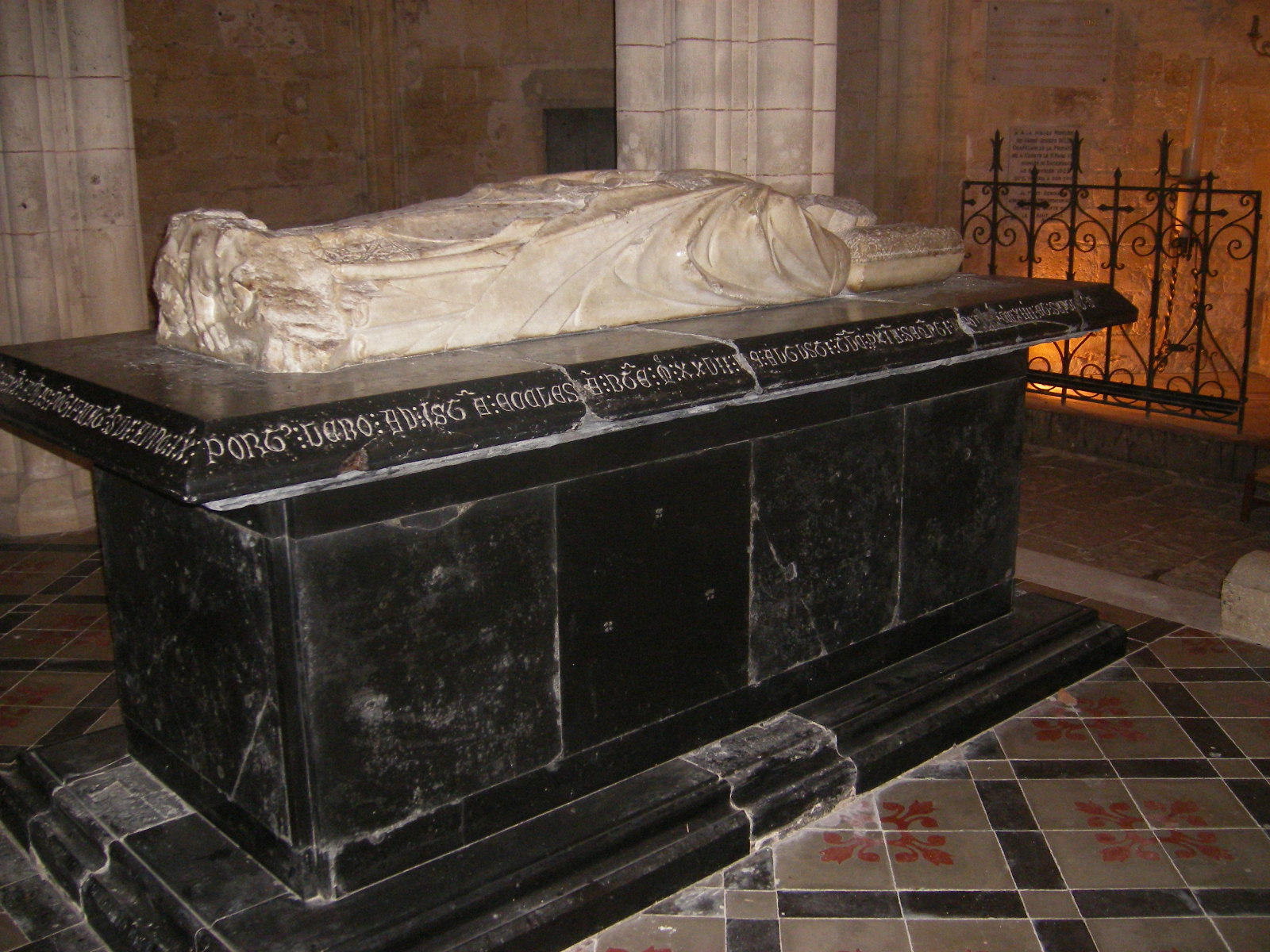
Grób Klemensa V w kolegiacie gotyckiej w Uzeste

Zmarł w Roquemaure w pobliżu Carpentras, w drodze do Gaskonii. Trzynastowieczny kronikarz, Jean de Saint-Victor, podaje, że Gaskończycy i ludzie z jego otoczenia na cały dzień pozostawili nagie zwłoki bez pochówku i zajęli się grabieżą papieskich dóbr. Wreszcie ciało przewieziono do Uzeste, miejsca ostatecznego pochówku, które papież wskazał w testamencie z 9 kwietnia 1314 r. Jednak nawet wówczas doczesne szczątki Klemensa nie zaznały spokoju. Według niektórych kronikarzy w miejscu pogrzebu wybuchł pożar, a ponieważ zwłoki pozostawiono bez opieki, ogień pochłonął połowę ciała zanim zdołano go ugasić: „Mówi się również, że w nocy, kiedy umarł, był tak opuszczony przez wszystkich, że część jego ciała została spalona przez ogień świec, które na niego spadły”..

## Dokonania
- podporządkował władzy papieża cały episkopat zachodni i ograniczył autonomię kapituł katedralnych
- nakazał rozwiązanie wszystkich wspólnot beginek i begardów, zorganizowanych na kształt franciszkańskiego lub dominikańskiego trzeciego zakonu ludzi świeckich
- nakazał założenie katedr języków orientalnych na uniwersytetach w Paryżu, Oxfordzie, Bolonii i Salamance[1]
- ustanowił uniwersytety w Orleanie i w Perugii[1]
- zorganizował stałe sądy: papież i kardynałowie tworzyli konsystorz – sąd apelacyjny dla całego Kościoła; trybunały kardynalskie zajmowały się kwestiami procedury sądowej i egzekwowaniem wydanych wyroków